# Torrey Canyon
La Torrey Canyon è stata una petroliera battente bandiera liberiana tipo Suezmax LR2, la prima capace di trasportare oltre 120 183 tonnellate di petrolio grezzo. Arenatasi il 18 marzo 1967 al largo della costa occidentale della Cornovaglia, nel Regno Unito, causando un disastro ambientale, era – all'epoca dell'incidente – la più grande nave mai naufragata.

## Il disastro ambientale
Il 19 febbraio 1967, la Torrey Canyon lasciò il terminale petrolifero della raffineria della Kuwait National Petroleum Company, a Mina, in Kuwait. La petroliera raggiunse le Canarie il 14 marzo e da qui proseguì per la sua destinazione finale e attraccare al porto di Milford Haven per scaricare. Tuttavia, durante quest’ultima tratta, il 18 marzo 1967, la Torrey Canyon colpì lo scoglio di Pollard, incagliandosi sulla secca delle Sette Rocce, nel Mar Celtico, al largo tra le isole Scilly e le coste della Cornovaglia, causando il primo rilevante disastro ambientale dovuto allo sversamento in mare di grandi quantità di petrolio e alla successiva contaminazione costiera da parte del petrolio fuoriuscito. Al momento del naufragio era di proprietà della Barracuda Tanker Corporation, una sussidiaria della Union Oil Company of California, e registrata in Liberia ma noleggiata alla British Petroleum. 
Per evitare altri danni alle coste francesi e inglesi, dato che il mare mosso impediva un intervento adeguato e non esistevano esperienze precedenti di contenimento di simili disastri, il governo inglese diede ordine alla RAF di bombardare la nave ed incendiare il petrolio fuoriuscito. Successivamente le autorità inglesi, e in un secondo tempo anche quelle francesi, fecero un ampio utilizzo di solventi per cercare di contenere la marea nera.
La successiva inchiesta diede la responsabilità del disastro al comandante Pastrengo Rugiati dato che tracciò una rotta rischiosa per arrivare in tempo al porto di Milford Haven. Un'altra causa fu quella di un difetto di progettazione relativo al sistema di navigazione della nave.
Il relitto si trova ad una profondità di 30 metri.

## Diritto internazionale
Per giustificare il proprio bombardamento, le autorità inglesi fecero riferimento allo stato di necessità, causa di esclusione dell'illecito che opera in presenza di grave pericolo per lo Stato nel suo complesso, sempre che l'atto sia l'unico in grado di scongiurare il pericolo, non arrechi danni seri ad un altro Stato e che il pericolo stesso non sia stato causato dalla condotta colpevole dello Stato.